# Hamdan Qassim
Hamdan Qassim (in arabo حمدان قاسم‎?; Dubai, 2 ottobre 1988) è un calciatore emiratino, difensore dello Sharjah.